# Фокин, Андрей Петрович
Андре́й Петро́вич Фо́кин (22 августа 1902, Верхнопижемская волость, Вятская губерния — 30 августа 1980, Марганец, Днепропетровская область) — советский военнослужащий пограничных войск, участник Великой Отечественной войны. Герой Советского Союза (29.06.1945). Гвардии полковник (1944).

## Биография
Родился 22 августа 1902 года в деревне Репаки Верхнопижемской волости Котельничского уезда Вятской губернии в бедной крестьянской семье Петра Лукича Фокина.
Пётр Лукич и Екатерина Филипповна Фокины были потомственными крестьянами. Отец умер в 1906 году, оставив жену с 5 детьми. В 1913 году окончил трехгодичное Верхнопижемское земское училище в селе Караванное, а в 1914 году вступил в трудовую деятельность, как единственный трудоспособный в семье. Старшие братья ушли на фронт, осталась мать-инвалид и младший брат. Октябрьская революция застала в деревне Репаки, где был избран членом Комитета бедноты. Комитет выполнял задачи: сбор излишков хлеба для фронта и передел кулацкой земли весной 1918 года. В мае 1918 года добровольно пошёл в трудовую армию на лесосплав на реке Вятка, в Сорвитской волости. Работал несколько недель под руководством комиссара товарища Черепанова. В связи с ухудшением положения на Восточном фронте, в районе Вятских полян, с группой добровольцев был отправлен на фронт в 28-ю Азинскую дивизию. В первых же боях был ранен в руку и эвакуирован в полевой госпиталь, который стоял под городом Вятка. После выздоровления был отправлен на восстановление железной дороги Киров-Котлас и отгрузку леса. Но здесь дало знать о себе ранение и снова был отправлен на лечение в военный госпиталь города Киров. По окончании лечения вернулся в деревню Репаки. В 1918 году, будучи в трудовой Армии, вступил в комсомол. По возвращении в деревню, вместе с другими комсомольцами, организовал комсомольскую ячейку в селе Караванное и был избран в Комитет бедноты. В 1919 году поступил в Высшее начальное училище. 
В конце 1924 году был призван в ряды Красной армии и служил непрерывно до 1953 года. В 1925 году вступил в ВКП(б). В 1924 году окончил полковую школу, а в 1928 году окончил Нижегородское военное училище имени И. В. Сталина. Вся служба в армии, по окончании военного училища (за исключением военных лет), проходила в пограничных войсках, в войсках ОГПУ и в органах НКВД-КГБ. После окончания училища, в числе 10 выпускников, с отличием окончивших училище, был отправлен в пограничные войска ОГПУ в Белоруссию, а потом на Украину. В 1935 году окончил Высшую пограничную школу НКВД в Москве. В 1939 году, проходя службу на Украине, был участником освобождения западных областей Украины, затем работал в НКВД в Зоологическом и Бережанском районах Львовской и Тернопольских областей. В конце 1940 года был переведён снова в погранвойска на командную должность в связи с тем, что учился и заканчивал 2-й курс военной академии имени М. В. Фрунзе.
Война застала его на советско-финской границе в Выборгской погранкомендатуре 5-го Краснознамённого Сестрорецкого погранотряда, в должности коменданта. С первых дней боевых действий вступил в командование 5-м Краснознамённым Сестрорецким погранотрядом. С боями вышли под Ленинград, в район Лисий Нос. Затем вступает в командование 33-м погранотрядом и в его составе занимает оборону по Финскому заливу, от мыса Лисий Нос. В ленинградской блокаде находился до конца 1942 года. 
В январе 1944 года был назначен командиром 320-го гвардейского стрелкового полка 129-й гвардейской стрелковой дивизии 18-й армии 1-го Украинского фронта. Позднее в том же 1944 году полк вместе с дивизией был передан в состав 1-й гвардейской армии 4-го Украинского фронта. Во главе полка прошёл путь до столицы Чехословакии — Праги. Участвовал в освобождении Житомирской, Винницкой, Хмельницкой, Тернопольской, Львовской, Дрогобычской, Ивано-Франковской, Закарпатской областей, Чехословакии. 
После окончания войны, в 1947 году, окончил Военную академию имени М. В. Фрунзе и снова был назначен в погранвойска на Дальний Восток (город Владивосток) в штаб пограничных войск на Тихом океане.
В 1953 году по состоянию здоровья (был 9 раз ранен, 1 контузия, утрачено на 50 % зрение и слух, потеряны все зубы, с переломом челюстей, потеряно лёгкое) вышел в отставку. Жил в городе Марганец Днепропетровской области Украинской ССР. Скончался 30 августа 1980 года. Похоронен на Николаевском кладбище города Марганец.

## Награды
- Медаль «Золотая Звезда» Героя Советского Союза (29.06.1945)
- Два ордена Ленина (29.06.1945, май 1947)
- Три ордена Красного Знамени (9.02.1944, 29.10.1944, 3.11.1944)
- Орден Суворова 3-й степени (17.05.1945)
- Орден Александра Невского (14.08.1944)
- Медали СССР

Награды Чехословацкой Социалистической Республики
- Орден Красного Знамени
- Два Военных Креста 1939—1945 годов
- Медали ЧССР

Был избран почётным гражданином трёх городов СССР: Бережаны Тернопольской области, Дрогобыч и Моршин Львовской области. В Чехословакии избран почётным гражданином восьми городов.

## Память
- Именем А. П. Фокина названы улицы в пгт Тужа Кировской области и в городе Марганец Днепропетровской области.
- У здания школы в пгт Тужа установлен бюст Героя.
- На здании Тужинской средней школы в Кировской области установлена мемориальная доска.